# Cerkev sv. Ane, Vilna

Cerkev sv. Ane (litovsko Šv. Onos bažnyčia; poljsko Kościół św. Anny) je rimskokatoliška cerkev v starem mestnem jedru Vilne na desnem bregu reke Vilnije, ustanovljena okoli 1495–1500. Je izjemen primer slogov dekorativne (Flamboyant) gotske arhitekture in opečne gotike. Cerkev sv. Ane je pomembna znamenitost v starem mestnem jedru Vilne, ki je omogočila vključitev okrožja na seznam Unescove svetovne dediščine in je eden najzanimivejših primerov gotske arhitekture v Litvi.

## Zgodovina
Prva cerkev na tem mestu, zgrajena iz lesa, je bila zgrajena za Ano, veliko vojvodinjo Litve, prvo ženo Vitolda Velikega. Prvotno namenjena za uporabo katoliških Nemcev in drugih gostujočih katoličanov, jo je leta 1419 uničil požar. Sedanja opečnata cerkev je bila zgrajena na pobudo poljskega kralja in velikega kneza Litve Aleksandra I. Jagelona  leta 1495– 1500; zunanjost cerkve je od takrat ostala skoraj nespremenjena. Rekonstrukcija cerkve, ki sta jo financirala Mikolaj Črni Radziwiłł in kardinal Jerzy Radziwiłł, je bila izvedena po hudi požarni škodi leta 1582. Abraomas Kulvietis je v cerkvi pridigal med letoma 1538 in 1541. Leta 1747 je bila cerkev podvržena popravilu pod nadzorom Johanna Christopha Glaubitza. Leta 1762 so bili stranski loki glavnega portala skriti, da bi okrepili oporo fasadi.
Po znani legendi je cesar Napoleon Bonaparte po ogledu cerkve med francosko-rusko vojno leta 1812 izrazil željo, da bi cerkev s seboj odnesel domov v Pariz 'na dlani'. Cerkev je bila obnovljena v letih 1902–1909, ko so odkrili stranske oboke in zidove okrepili z armaturo. V času sovjetske dobe je cerkev ostala odprta in je bila med letoma 1960–1970 celo prenovljena, ko so bili stolpi v slabem stanju. Litovska liga svobode je 23. avgusta 1987 na trgu v bližini cerkve in spomenika Adama Mickiewicza organizirala shod v znak protesta proti sovjetski okupaciji, ki jo je milica razbila. Zadnja obnova je sledila leta 2009: zamenjana je bila kritina, ojačani so bili fasadni elementi in obnovljeni dolgo manjkajoči stranski stolpiči.
13. junija 2018 je cerkev sv. Ane posvetil nadškof iz Vilne Gintaras Grušas, namenjena izključno maševanju v izredni obliki rimskega obreda.

## Arhitektura
Zasnovo cerkvene stavbe pripisujejo bodisi Michaelu Enkingerju, arhitektu istoimenske cerkve v Varšavi, bodisi Benediktu Rejtu. Vendar nobena od navedb ni potrjena s pisnimi viri. Cerkev sv. Ane je del ansambla, ki obsega veliko večjo gotsko cerkev sv. Frančiška in Bernadina ter samostan.
Pri gradnji cerkve je bil uporabljen nov pristop k opeki kot gradbenemu materialu. Glavna fasada, zasnovana v razkošnem gotskem slogu, je njena najbolj presenetljiva lastnost. Tradicionalni gotski elementi in oblike so bili uporabljeni na edinstven način; gotski loki so uokvirjeni s pravokotnimi elementi, ki prevladujejo nad simetrično in sorazmerno fasado, kar ustvarja vtis dinamičnosti. Po besedah litovskega arhitekta in umetnostnega zgodovinarja Vladasa Drėme se na fasadi cerkve odmevajo vzorci z Gediminskih stebrov.
Cerkev ima eno ladjo in dva stolpa. Zgrajena je bila iz 33 različnih vrst glinenih opek in pobarvana v rdečo. Notranjost in njen oltar je urejena v baročnem slogu. V bližini stoji imitativni neogotski zvonik, zgrajen v 1870-ih po Chaginovih načrtih.